# Wave de San Diego
Le Wave de San Diego (en anglais : San Diego Wave) est une franchise de soccer féminin basée à San Diego (Californie) qui évolue dans le Championnat des États-Unis féminin de soccer depuis la saison 2022.

## Histoire

### Genèse du club
La ville de San Diego connaît ses premières équipes professionnelles de soccer féminin au début des années 2000. Entre 2001 et 2003, le Spirit de San Diego (en) évolue en effet dans la ligue de la Women's United Soccer Association.
Après l'Angel City FC dans la ville voisine de Los Angeles, San Diego est annoncé le 8 juillet 2021 comme 12e franchise de NWSL. Le plan initial de l'investisseur majoritaire, Ronald Burkle, était de s'implanter à Sacramento, mais se tourne finalement vers la ville californienne. L'équipe doit évoluer dans le championnat américain dès 2022. Jill Ellis, ancienne sélectionneuse de la Team USA, avec laquelle elle a remporté deux coupes du monde, est nommée présidente du club. Elle nomme comme entraîneur l'ancienne manageuse de Manchester United, l'Anglaise Casey Stoney. Le 9 novembre 2021, la franchise annonce son nom : le San Diego Wave Fútbol Club, en référence à la proximité de l'océan et à l'influence culturelle hispanique de San Diego.

### Premières saisons
En 2022, le Wave découvre donc la NWSL. Emmené par sa star Alex Morgan, qui termine meilleure buteuse avec 15 réalisations, le Wave termine troisième de la saison régulière. C'est encore l'internationale américaine qui inscrit le but de la victoire dans le temps additionnel en barrages face aux Red Stars (2-1). Le scénario inverse se produit en demi-finale, quand les Thorns éliminent le Wave au bout du temps additionnel (1-2).
Lors de leur deuxième saison de NWSL, les Californiennes parviennent à doubler les Thorns lors de la dernière journée de la saison régulière pour s'emparer du Shield et inaugurer leur armoire à trophées.

## Résultats sportifs

### Palmarès
- NWSL Shield (1)
  - Vainqueur en 2023
- NWSL Challenge Cup (1)
  - Vainqueur en 2024

### Bilan saison par saison
| Saison | Saison régulière | Saison régulière | Saison régulière | Saison régulière | Saison régulière | Saison régulière | Saison régulière | Position | Playoffs NWSL  | Challenge Cup | Meilleure buteuse | Entraîneur(se) | Affluence moyenne |
| Saison | M                | V                | N                | D                | BP               | BC               | Pts              | Position | Playoffs NWSL  | Challenge Cup | Meilleure buteuse | Entraîneur(se) | Affluence moyenne |
| ------ | ---------------- | ---------------- | ---------------- | ---------------- | ---------------- | ---------------- | ---------------- | -------- | -------------- | ------------- | ----------------- | -------------- | ----------------- |
| 2022   | 22               | 10               | 6                | 6                | 32               | 21               | 36               | 3e/12    | Demi-finaliste | 3e ouest      | Alex Morgan (15)  | Casey Stoney   | 8 729             |
| 2023   | 22               | 11               | 4                | 7                | 31               | 22               | 37               | 1er/12   | Demi-finaliste | 4e ouest      | Alex Morgan (6)   | Casey Stoney   | 20 718            |
| 2024   | 26               | 6                | 7                | 13               | 24               | 35               | 25               | 10e/14   |                | Champion      |                   | Casey Stoney   |                   |

## Personnalités du club

### Entraîneurs
Le tableau suivant présente la liste des entraîneurs du club depuis la fondation de la franchise.
| Rang | Entraîneur   | Nationalité | Début           | Fin          | Matchs | Victoires | Nuls | Défaites | % victoires | Palmarès                  |
| ---- | ------------ | ----------- | --------------- | ------------ | ------ | --------- | ---- | -------- | ----------- | ------------------------- |
| 1    | Casey Stoney | Angleterre  | 14 juillet 2021 | 24 juin 2024 | 60     | 25        | 13   | 22       | 41,7 %      | 1 Shield, 1 Challenge Cup |

Mise à jour le 16 mars 2024.

## Structures du club

### Structures sportives

#### Stade
San Diego évolue au départ au Torero Stadium, un stade de 6 000 places situé sur le campus de l'Université de San Diego, là où le San Diego Spirit évoluait déjà de 2001 à 2003. Puis, en septembre 2022, le Wave déménage au Snapdragon Stadium, qui ouvre ses portes en 2022 en tant que nouveau domicile de l'équipe de football américain universitaire des Aztecs de San Diego State,.

## Rivalités
Le Wave entretient une rivalité avec Angel City, l'autre franchise de Californie du Sud.